# Valaida Snow
Valaida Snow (Chattanooga, 2 juni 1904 - New York, 30 mei 1956) was een Amerikaanse jazz-musicus. Ze speelde talloze instrumenten, maar werd bekend met de trompet en werd Little Louis genoemd, naar Louis Armstrong. Ze speelde veel in Europa, waar ze in Londen en Parijs zeer populair was. Van Koningin Wilhelmina kreeg ze een gouden trompet vanwege haar verdiensten.

## Biografie
Valaida Snow werd geboren in een showbusiness-gezin en leerde al op jonge leeftijd allerlei instrumenten spelen: cello, bas, banjo, viool, mandoline, harp, accordeon, klarinet, saxofoon en trompet. Ook zong en danste ze en vormde met drie zusters een zangkwartet. Ze begon zich echter op de trompet en het zingen te concentreren. In 1924 trad ze op in de musical "In Bamville" ("The Chocolate Candies") en rond 1925 in een cabaretshow van Barron Wilkins. In de tweede helft van de jaren twintig en in de jaren dertig toerde ze veel, in Amerika, maar ook in Europa en het verre oosten en werd ze beroemd. Louis Armstrong noemde haar de op één na beste trompettist ter wereld, na Louis Armstrong, en ook Earl Hines was over haar te spreken: met hem had ze een verhouding.
De jaren dertig waren haar meest succesvolle jaren: ze nam platen op, in 1934 voor de eerste keer met Noble Sissle, en later onder haar eigen naam (een hit was "High Hat, Trumpet, and Rhythm"). In 1934 en 1935 speelde ze in Europa in de revue "Blackbirds" en ook verscheen ze in die jaren in enkele Amerikaanse films. Van 1936 tot 1942 werkte ze veel in Europa: in Londen en Parijs was ze zeer populair. In die periode trad ze ook op in enkele Europese films: "L'Alibi" (1936, met het orkest van Bobby Martin) en "Pièges", een film waarin onder meer Maurice Chevalier en Erich von Stroheim speelden en waarin ze speelde met het orkest van Freddie Johnson (1939). In die jaren werkte ze met Engelse swing- en dancebands, waarmee ze ook opnam. Later was ze vooral actief in Denemarken, waar ze met Scandinavische musici werkte.
In 1941 werd ze in Kopenhagen gearresteerd en vastgezet in Vestre Fængsel: volgens sommigen door de nazi's, volgens anderen vanwege drugsgebruik (Snow was verslaafd aan morfine). In mei 1942 kwam ze vrij, waarna ze terugkeerde naar Amerika. Hierna was ze, door haar ervaringen in de gevangenis, nooit meer dezelfde. Haar manager en echtgenoot Earl Edwards (eerder was ze onder meer getrouwd met de veel jongere danser Ananias Berry) wist nog wel optredens voor haar te regelen, onder meer in de Apollo in New York. Maar ze had lang niet meer zoveel succes. Ze nam slechts af en toe op voor kleine labels (Derby, Apollo Records en Chess Records), maar had geen hits meer. Ook trad ze op in revues. Na een optreden in Palace Theatre in New York kreeg ze op 30 mei 1956 een hersenbloeding en overleed ze. Valaida Snow werd begraven op de dag van haar verjaardag.

## Discografie
- Valaida, volume 1, 1935-1947, Harlequin
- Valaida, volume 2, 1935-1940, Harlequin
- Valaida Snow 1933-1936, Classics
- Valaida Snow 1937-1940, Classics
- Valiada Snow 1940-1953, Classics

## Filmografie
- Take It From Me, 1937
- Personal Column, 1939